# ZBD-04

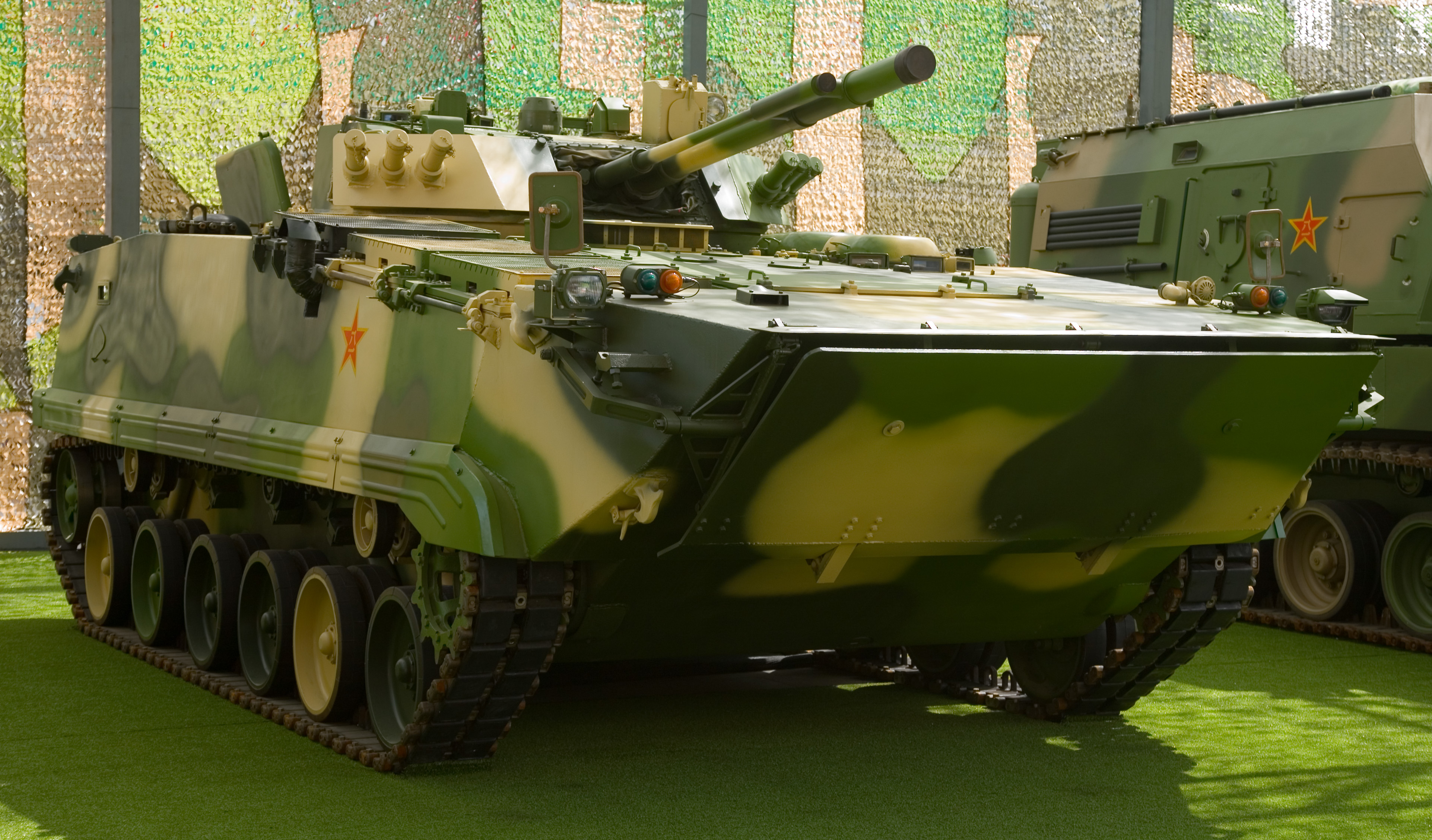

ZBD-04는 중국이 개발한 보병전투차다.

## 개요
ZBD-04는 86식 보병전투차의 후속 모델로 설계되었으며 2006년부터 중국 인민해방군과 협력 하여 동부전구 및 남부전구에 소속된 기계화 부대에 배치되었다. 보병전투차 모델뿐만 아니라 구난전투차량(Armored Recovery Vehicle)도 있다. ZBD-04A는 ZBD-04의 개량형 모델이다.

## 특징
ZBD-04는 승무원이 3명 (사령관, 운전수, 사수)이며 7명의 하차보병을 수용할 수 있다. 지휘관과 포수는 차체 중간에 위치한 2인승 포탑에 탑승하며 조종수는 엔진룸의 왼쪽에 탑승한다. 7명의 보병이 후방의 탑승구획에 탑승 할 수 있다. 보병이 이동 중에도 차량 내부에서 돌격 소총이나 기관총을 발사 할 수 있도록 왼쪽, 오른쪽 및 후면 개폐문에 총구 포트가 있다. 제한적인 수륙양용능력이 있으며, 바다나 강을 주파할 수 있다. 이를 위해 수상기동시 사용할 수 있는 두 개의 워터제트 분사기가 있다.

### 무장
ZBD-04의 주무장은 BMP-3와 BMD-4와 같은 100mm 저압포와 30mm 기관포 그리고 7.62mm 기관총이 탑재되어있다. 저압포의 유효 범위는 4,000m이며, 발사 속도는 분당 10발이다.  포발사 미사일은 저공으로 비행하는 헬리콥터에도 대응할 수 있다. 미사일의 최대 사거리는 4,000m이며 관통력은 RHA대비 600mm이다. 포발사미사일은 8발을 탑재할 수 있다.
ZBD-04A는 또한 분당 300발을 발사 할 수 있는 30mm 기관포가 탑재되어 있으며 유효사거리는 1,500 - 2,000m다. BMP-3와 마찬가지로 ZBD-97도 포탑 좌측편에 7.62mm 동축 기관총이 있다. 또한 포탑의 양쪽에 4발의 HJ-8 대전차 미사일을 장착 할 수 있다.

### 보호성과 생존성
ZBD-04는 집단 NBC 보호 시스템이 장착 된 것으로 추정되며, 공기정화필터는 포탑 뒤쪽에 위치한다. 포탑의 양쪽에 3 발의 연막탄 발사기가 장착되어 있다. ZBD-04에는 레이저 경보 시스템(LWR)이 탑재되어있다.
ZBD-04는 14.5mm 기관총탄에 대해 방탄이 가능하며 전면차체와 포탑정면을 기준으로 기관포탄에 대한 내탄성을 가지고 있다.

### 관측 및 통제
포수조준경은 열영상 조준경이 통합되어 있으며 사격통제장치(FCS)는 탄도 계산기와 포신 안정화 장치 및 레이저 거리 측정기치 포함된다. 조종수 해치에는 세 개의 잠망경이 장착되어 있으며, 잠망경은 야간 투시기능이 포함된 잠망경으로 교체 할 수 있다. ZBD-04의 차장조준경은 광증폭식 차장조준경이 탑재되어있다. ZBD-04A의 차장조준경은 360도로 회전 할 수 있는 독립 열영상 조준경으로 개량되었다.

## 보유국
- 중국 - 400대

## 같이 보기
- 89식 장갑전투차
- M2/M3 브래들리
- 푸마 (보병전투차)
- K-21
- CV-90